# 天保 (日本)
天保是日本的年號之一。在文政之後，弘化之前，指1830年到1844年的期間。這個時代的天皇是仁孝天皇。江戶幕府的將軍是德川家齊、德川家庆。

## 改元
- 文政13年12月10日（公元1831年1月23日）改元。
- 天保15年12月2日（公元1845年1月9日），改元弘化。

## 出典
出自《尚書》的「欽崇天道、永保天命」。

## 西元對照表
| 天保 | 元年   | 二年   | 三年   | 四年   | 五年   | 六年   | 七年   | 八年   | 九年   | 十年   |
| ---- | ------ | ------ | ------ | ------ | ------ | ------ | ------ | ------ | ------ | ------ |
| 公元 | 1830年 | 1831年 | 1832年 | 1833年 | 1834年 | 1835年 | 1836年 | 1837年 | 1838年 | 1839年 |
| 干支 | 庚寅   | 辛卯   | 壬辰   | 癸巳   | 甲午   | 乙未   | 丙申   | 丁酉   | 戊戌   | 己亥   |
| 天保 | 十一年 | 十二年 | 十三年 | 十四年 | 十五年 |        |        |        |        |        |
| 公元 | 1840年 | 1841年 | 1842年 | 1843年 | 1844年 |        |        |        |        |        |
| 干支 | 庚子   | 辛丑   | 壬寅   | 癸卯   | 甲辰   |        |        |        |        |        |

## 相關
| 前一年號： 文政 | 日本年號 | 下一年號： 弘化 |